# Eleocharis liouana
Eleocharis liouana är en halvgräsart som beskrevs av Tang och Fa Tsuan Wang. Eleocharis liouana ingår i släktet småsäv, och familjen halvgräs. Inga underarter finns listade i Catalogue of Life.